# 线粒体载体
线粒体载体是存在于线粒体膜中用于将各类化学物质转运进出线粒体的溶质载体家族蛋白质，不同线粒体载体负责转运的物质一般是不同的。这些定位在线粒体内膜中的载体蛋白，除了能转运各种分子还可以参与能量的传递。线粒体载体包括ATP/ADP转位酶（ATP/ADP Translocase）、磷酸载体蛋白（phosphate carrier protein，PHC）、α-酮戊二酸/苹果酸载体蛋白（2-oxoglutarate malate carrier protein，OMC）以及褐色脂肪组织线粒体中的解偶联蛋白等，它们不论在结构上还是在转运机制上都有一定的相似之处。这几种蛋白质都有相关序列，同属一个
蛋白质家族。